# 蒙村 (大西洋比利牛斯省)
蒙村（法語：Mont，法語發音：[mɔ̃] ⓘ）是法国大西洋比利牛斯省的一个市镇，位于该省北部，属于波城区。

## 地理
蒙村（43°26'5"N, 0°39'11"W）面积18.24 平方千米，位于法国新阿基坦大区大西洋比利牛斯省，该省份为法国东南部省份，涵盖了贝阿恩与北巴斯克，西临大西洋比斯開灣，北至朗德省，东北接热尔省，东临上比利牛斯省，南与西班牙接壤。
与蒙村接壤的市镇（或旧市镇、城区）包括：阿尔泰兹德贝阿恩、阿比多斯、阿尔加尼翁、拉克、拉戈尔、马斯拉克、拉克。
蒙村的时区为UTC+01:00、UTC+02:00（夏令时）。

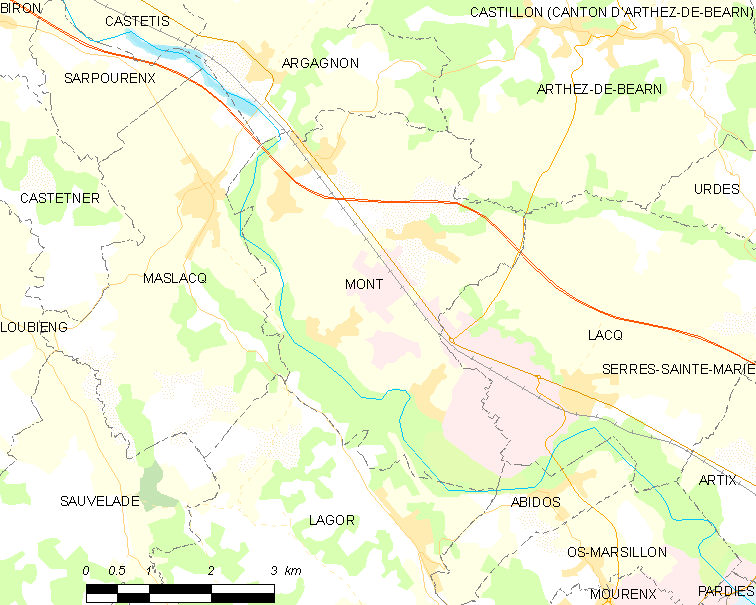
蒙村的OSM定位图

## 行政
蒙村的邮政编码为64300，INSEE市镇编码为64396。

## 政治
蒙村所属的省级选区为阿尔蒂克斯和苏贝斯特尔地区县。

## 交通
法国国家A64号高速公路经过境内但未设出入口。大西洋比利牛斯省省道D275线和D817线经过境内。

## 人口

1962-2008年间蒙村人口变化图示

蒙村于2022年1月1日时的人口数量为1136人。